# Кубок Короля Бахрейну з футболу 2017—2018
Кубок Короля Бахрейну з футболу 2017—2018 — 63-й розіграш кубкового футбольного турніру у Бахрейні. Титул володаря кубка втретє здобула Аль-Наджма.

## Календар
| Раунд        | Дата                                  | Матчі | Клуби   |
| ------------ | ------------------------------------- | ----- | ------- |
| Перший раунд | 12 жовтня 2017                        | 3     | 19 → 16 |
| 1/8 фіналу   | 20-23 жовтня/1-4 листопада 2017       | 16    | 16 → 8  |
| 1/4 фіналу   | 24-25 листопада 2017/15-16 січня 2018 | 8     | 8 → 4   |
| 1/2 фіналу   | 25 січня/8 лютого 2018                | 4     | 4 → 2   |
| Фінал        | 15 лютого 2018                        | 1     | 2 → 1   |

## Перший раунд
| Команда 1       | Рахунок      | Команда 2            |
| --------------- | ------------ | -------------------- |
| 12 жовтня 2017  |              |                      |
| Сітра (2)       | 0:1          | Калалі (2)           |
| Аль-Іттіфак (2) | 2:2 пен. 3:4 | Іса Таун (2)         |
| Бусайтін (2)    | 3:1          | Аль-Тамадун Бурі (2) |

## 1/8 фіналу
| Команда 1                  | Заг.         | Команда 2    | 1-й матч | 2-й матч |
| -------------------------- | ------------ | ------------ | -------- | -------- |
| 20 жовтня/1 листопада 2017 |              |              |          |          |
| Аль-Аглі                   | 2:4          | Манама Клаб  | 1:1      | 1:3      |
| Аль-Шабаб                  | 0:0 пен. 7:8 | Аль-Наджма   | 0:0      | 0:0 дч   |
| 21 жовтня/2 листопада 2017 |              |              |          |          |
| Будая (2)                  | 1:2          | Аль-Хала (2) | 0:2      | 1:0      |
| Бахрейн (2)                | 2:4          | Аль-Іттіхад  | 1:2      | 1:2      |
| 22 жовтня/3 листопада 2017 |              |              |          |          |
| Аль-Мухаррак               | 2:1          | Іст Ріффа    | 1:1      | 1:0      |
| Аль-Хідд                   | 7:0          | Калалі (2)   | 3:0      | 4:0      |
| 23 жовтня/4 листопада 2017 |              |              |          |          |
| Аль-Ріффа                  | 4:0          | Іса Таун (2) | 0:0      | 4:0      |
| Бусайтін (2)               | 2:4          | Малкія       | 0:1      | 2:3      |

## 1/4 фіналу
| Команда 1                       | Заг.         | Команда 2   | 1-й матч | 2-й матч |
| ------------------------------- | ------------ | ----------- | -------- | -------- |
| 24 листопада 2017/16 січня 2018 |              |             |          |          |
| Аль-Мухаррак                    | 2:1          | Аль-Хідд    | 1:0      | 1:1      |
| Аль-Ріффа                       | 1:0          | Малкія      | 0:0      | 1:0      |
| 25 листопада 2017/15 січня 2018 |              |             |          |          |
| Аль-Хала (2)                    | 2:2 пен. 3:5 | Аль-Іттіхад | 1:1      | 1:1 дч   |
| Манама Клаб                     | 1:2          | Аль-Наджма  | 0:0      | 1:2      |

## 1/2 фіналу
| Команда 1              | Заг. | Команда 2  | 1-й матч | 2-й матч |
| ---------------------- | ---- | ---------- | -------- | -------- |
| 25 січня/8 лютого 2018 |      |            |          |          |
| Аль-Мухаррак           | 3:1  | Аль-Ріффа  | 1:1      | 2:0      |
| Аль-Іттіхад            | 0:1  | Аль-Наджма | 0:0      | 0:1      |

## Фінал
| 15 лютого 2018 17:30 (EEST) |

| Аль-Мухаррак   | 1:1 пен. 4:5 | Аль-Наджма   |
| -------------- | ------------ | ------------ |
| Абдуллатіф 91' | Протокол     | Аль-Адам 19' |

| Бахрейнський національний стадіон, Ріффа |